# Gunnar Allvar
Axel Gunnar Allvar, född 22 april 1922 i Enviken i Dalarna, död 9 mars 2003 i Sofia församling i Stockholm, var en svensk målare, tecknare och grafiker.

## Biografi
Gunnar Allvar var son till rallaren Axel Martin Allvar och Karolina Hjelm samt gift med Viola Larsson och far till Siv-Britt Allvar. Gunnar Allvar studerade vid Tekniska skolan i Stockholm och vid Otte Skölds målarskola 1943–1948 samt genom självstudier under resor till Frankrike 1947 och 1950 samt Italien 1948. Han deltog i ett antal separat- och samlingsutställningar i Sverige och utomlands, bland annat på Galleri 67 i Uppsala 1965  han ställde dessutom ut separat i Umeå 1949 och Stockholm 1951. Tillsammans med sin fru ställde han ut i Falu konsthall 1951 och på Galerie Æsthetica 1951. Han medverkade Dalarnas konstförenings höstsalonger sedan 1946, och i Folkskoledirektionens inköpsutställning på Liljevalchs konsthall 1946, Nationalmuseums utställning Unga tecknare, Konstfrämjandets vandringsutställningar 1949 samt tillsammans med Konstnärernas Samarbetsorganisation (KSO) på ett flertal platser. Han var också medlem i Arildsgruppen och verksam vid Konstnärshuset i Arild. Han ställde också ofta ut tillsammans med hustrun Viola Larsson-Allvar och dottern Siv-Britt Allvar.
Gunnar Allvar har målat både landskap, stilleben och porträtt och många offentliga verk, och var inte minst en skicklig tecknare. Han har gjort större offentliga målningar bland annat i Radiohuset, Trygg-Hansa-huset, Huddinge sjukhus och LO-borgen i Stockholm. Under 2019 utgav sonen Torsten Allvar boken Gunnar Allvar, Min bilderbok  som visar ett smakprov på Allvars konst. 
Allvar är representerad på bland andra Nationalmuseum, Moderna Museet, Bonniers Manillasamling i Stockholm, Kunsthalle Rostock i Rostock och Malmö konstmuseum. Makarna Allvar är begravda på Skogskyrkogården i Stockholm.